# Extensus collectivus
Extensus collectivus är en insektsart som beskrevs av Huang 1989. Extensus collectivus ingår i släktet Extensus och familjen dvärgstritar. Inga underarter finns listade i Catalogue of Life.